# Митасов, Артём Александрович
Артём Александрович Митасов (12 марта 1990, Курск) — российский футболист, полузащитник. Мастер спорта России.

## Карьера
Воспитанник курского футбола. Профессиональную карьеру начал в курском «Авангарде», с которым первый контракт подписал в 2009 году. Летом 2015 года перешёл в ярославский «Шинник», где провёл два сезона в ФНЛ. Летом 2017 года вернулся в «Авангард», с которым добился исторического для клуба результата — выхода в финал Кубка России 2017/2018.
В феврале 2019 подписал контракт с клубом «Городея».
В декабре 2019 года было объявлено о возвращении Митасова в курский «Авангард».

## Достижения
«Авангард» (Курск)
- Финалист Кубка России (1): 2017/2018